# Teatre romà de Sagunt
El teatre romà de Sagunt fou construït al voltant del segle i en la ciutat romana de Saguntum, en l'actualitat anomenada Sagunt, situada a la comarca del Camp de Morvedre, de la qual és capital.
És declarat Monument nacional en 1896. La seua restauració als anys 90, que li dona el seu aspecte actual, va encendre una virulenta polèmica que acabà davant dels tribunals. A l'estiu se celebra un important festival, Sagunt a escena.

## Situació
Com la majoria dels teatres romans, i seguint el model grec, s'ubica en la falda d'una muntanya o d'una elevació, aprofitant el seu pendent. El teatre es troba al vessant nord de la muntanyeta del Castellet. Construït als peus del castell i de l'antic fòrum romà, forma part de la planificació urbana de Saguntum en temps de l'emperador August. La seua orientació nord-est, cap a la vall del Palància, li permet d'evitar els vents calorosos de ponent i de migjorn, i alhora aprofitar els més frescos de tramuntana i llevant.

## Resum històric

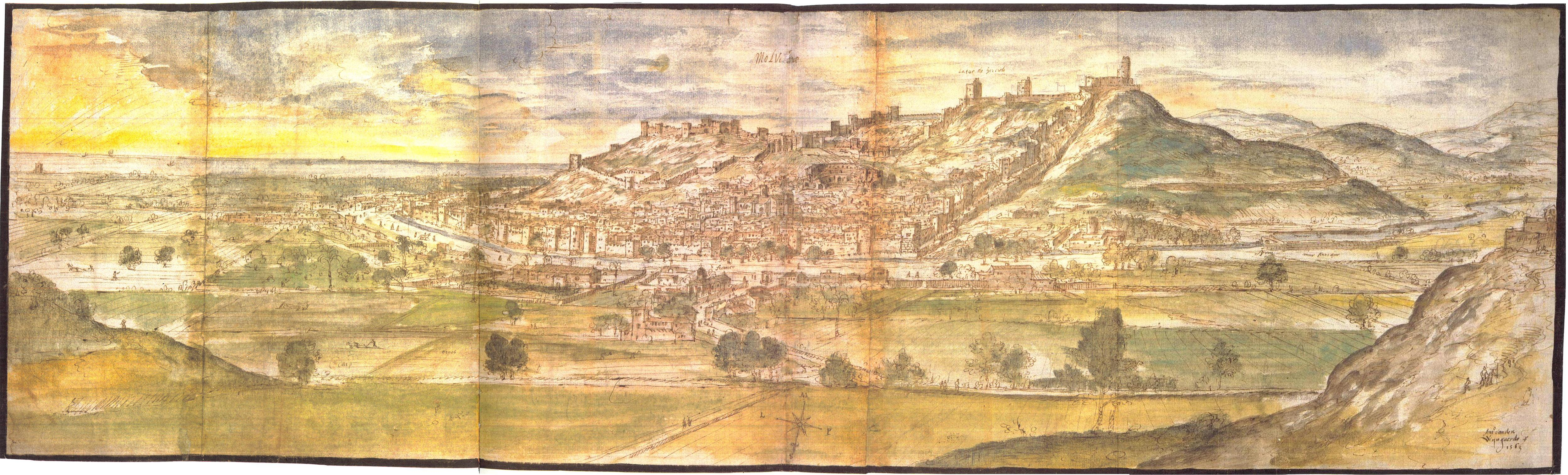
Vista de Morvedre per Wyngaerde. Al bell mig, el teatre

Si bé la seva planificació és de l'època d'August, la seva finalització deu datar del regnat de Tiberi (14-37). Altres estudis de les restes arqueològiques ens permeten establir una primera fase de construcció al voltant de l'any 50, i una segona a mitjan segle iii, fase durant la qual l'edifici hauria estat remodelat.
Al segle x la crònica del moro Rasis identifica el teatre amb «un palau de gran bellesa». Aquesta comparació deixaria suposar que l'escena del teatre estava formada de grans columnates decorades profusament. Des d'aleshores, nombrosos viatgers i historiadors han mencionat o citat el teatre en els seus escrits, però la primera representació gràfica que tenim és la de Van der Wyngaerde, en 1563. Es tracta d'una vista panoràmica de Morvedre en la què podem distingir, sota les muralles del castell, el teatre romà. En aquest dibuix ja no es veu l'escena, fet que, afegit a les anàlisis estratogràfiques, fa pensar que es va afonar durant la primera meitat del xvi, probablement pels combats de les Germanies. Caldrà esperar el segle xviii per a trobar els primers plànols del monument, així com els primers estudis de la seua estructura.
A l'inici del xix, durant les guerres napoleòniques, el teatre va patir una gran destrucció. Les seves pedres van servir per al reforç del castell de Sagunt i en 1811, durant la batalla de Sagunt en la que atacava el mariscal Suchet, la part més elevada és destruïda perquè dificultava les tasques defensives del castell.
En 1896 fou declarat monument nacional, inaugurant la llista dels monuments protegits de l'estat espanyol.

## Estructura i parts
Correspon tipològicament al grup de teatres llatins, compost de 3 parts diferenciades: càvea, orquestra i scaena.
- Orquestra: és un semicercle que constitueix la part central, a partir de la qual s'estableixen les dos altres. A Sagunt, el seu diàmetre de 22 m és l'element organitzador de l'edifici i l'eix dels aditus maximi o portes d'entrada monumentals. Al voltant de la part circular s'estén la càvea.
- Càvea: és l'espai de la graderia on seien els espectadors. La seua llargària és de 3 vegades el diàmetre de l'orquestra, i pot acollir fins a 8000 persones. Es divideix en ima, media i summa cavea, cadascuna separada per un corredor anomenat praecinctio. Aprofitant el pendent de la muntanyeta, algunes grades estan inclús tallades en la mateixa roca. La summa cavea se sosté sobre una xarxa de galeries amb volta que, gràcies a una sèrie de vomitoris, permeten accedir a la graderia.[8]
- Scaena: o escenari, és l'espai rectangular enfront de la càvea, que queda tancat per un mur. El de Sagunt feia 44 m i tot sembla indicar que s'afonà durant la primera meitat del segle xvi.[4]

## Restauració polèmica
Al llarg del segle xx es duen a terme diferents restauracions parcials. Però durant la dècada de 1980 es planteja una restauració integral de l'edifici, per tal de dotar-lo de la seua perduda funcionalitat cultural. La restauració s'encarrega al projecte dels arquitectes Giorgio Grassi i Manuel Portaceli, i provocarà una violenta polèmica durant els anys següents.
Els dos aspectes més polèmics foren, d'una banda, el recobriment de la graderia amb marbre blanc, i de l'altra, la construcció de l'immens mur del fons de l'escena, utilitzant materials que trenquen amb l'harmonia de la resta de l'edifici. La premsa resumia el debat així: «La ciutat disposa ara d'un espai funcional per a concerts, representacions, etc. però, a canvi, ha perdut l'emoció simbòlica de les ruïnes. En menys de dos anys han transformat un teatre del segle i, en un establiment lluent del segle xxi».
En 1990 es posa un recurs contra aquesta intervenció, i 3 anys més tard, el Tribunal Superior de Justícia ordena paralitzar les obres de restauració, que declara il·legals. El contenciós continua i es perllonga fins al 2008, quan el Tribunal Suprem ordena revertir els treballs, ço és, la demolició del mur de l'escena i la retirada del marbre de la graderia.
Finalment en 2009 els tribunals declaren la impossibilitat legal i material de revertir les obres de restauració.

## Galeria

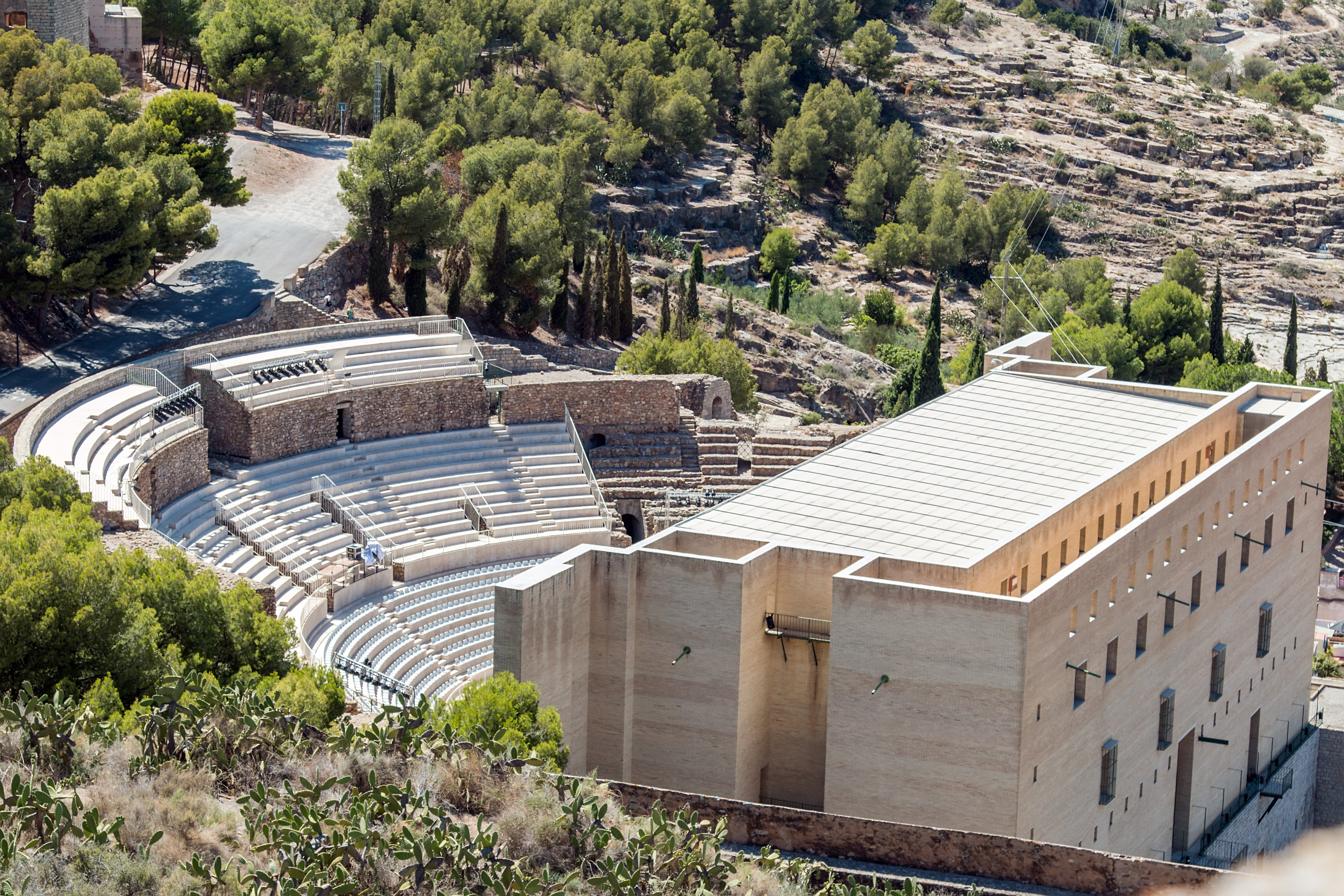
Vista general des de la muntanyeta del Castell
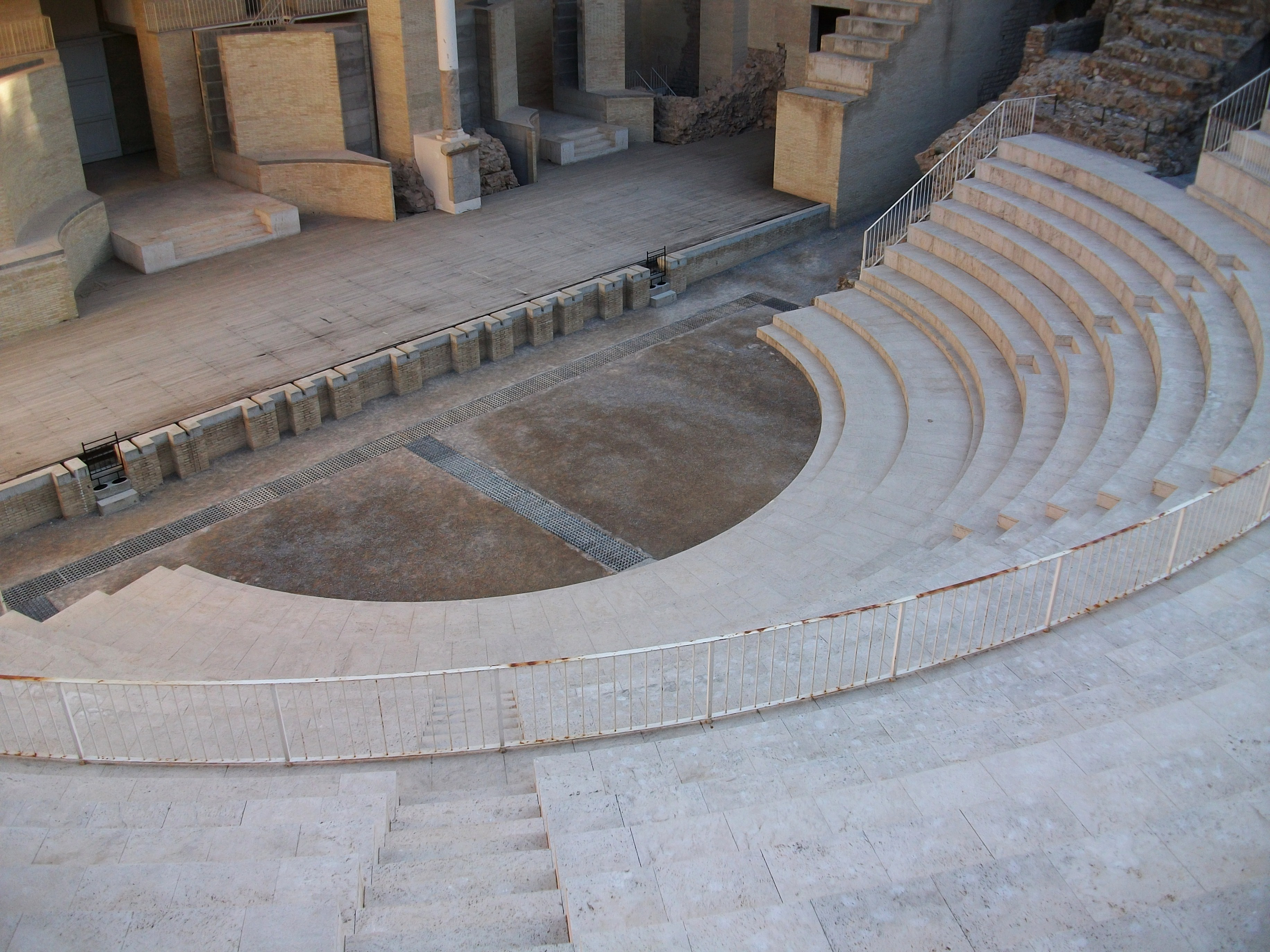
Part de l'escenari, orquestra i graderies
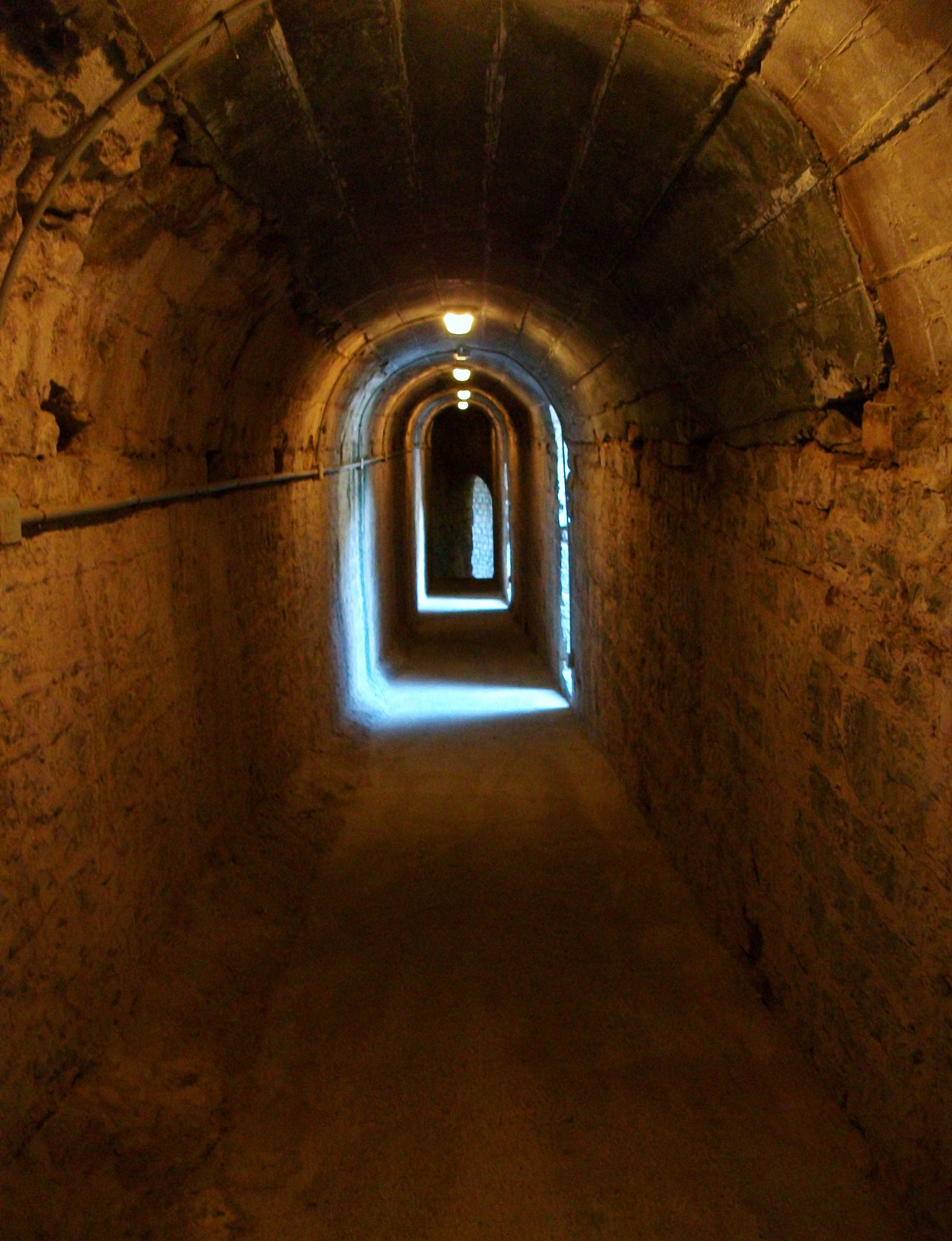
Galeria d'accés a les grades
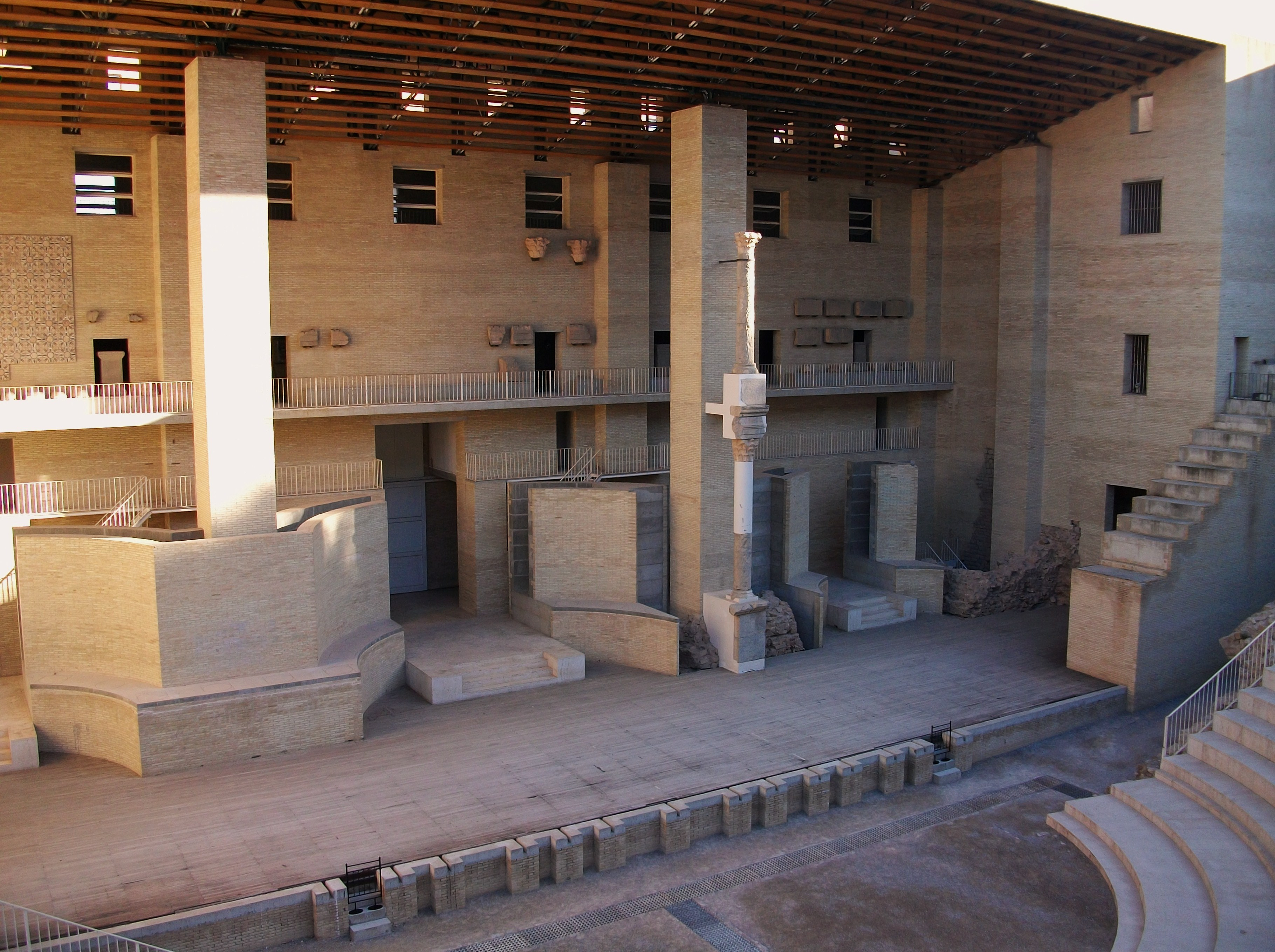
Escenari
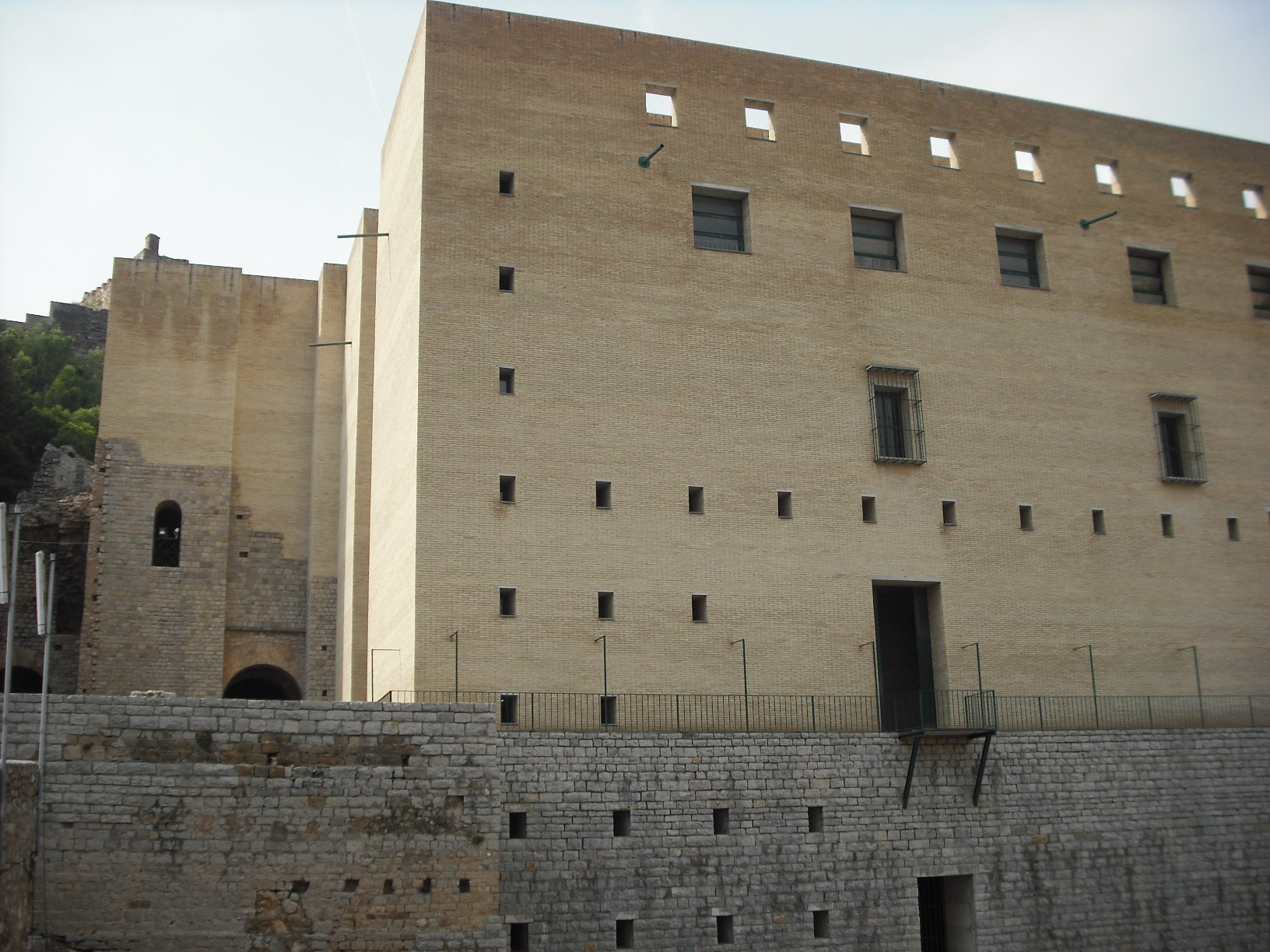
Mur de l'escena
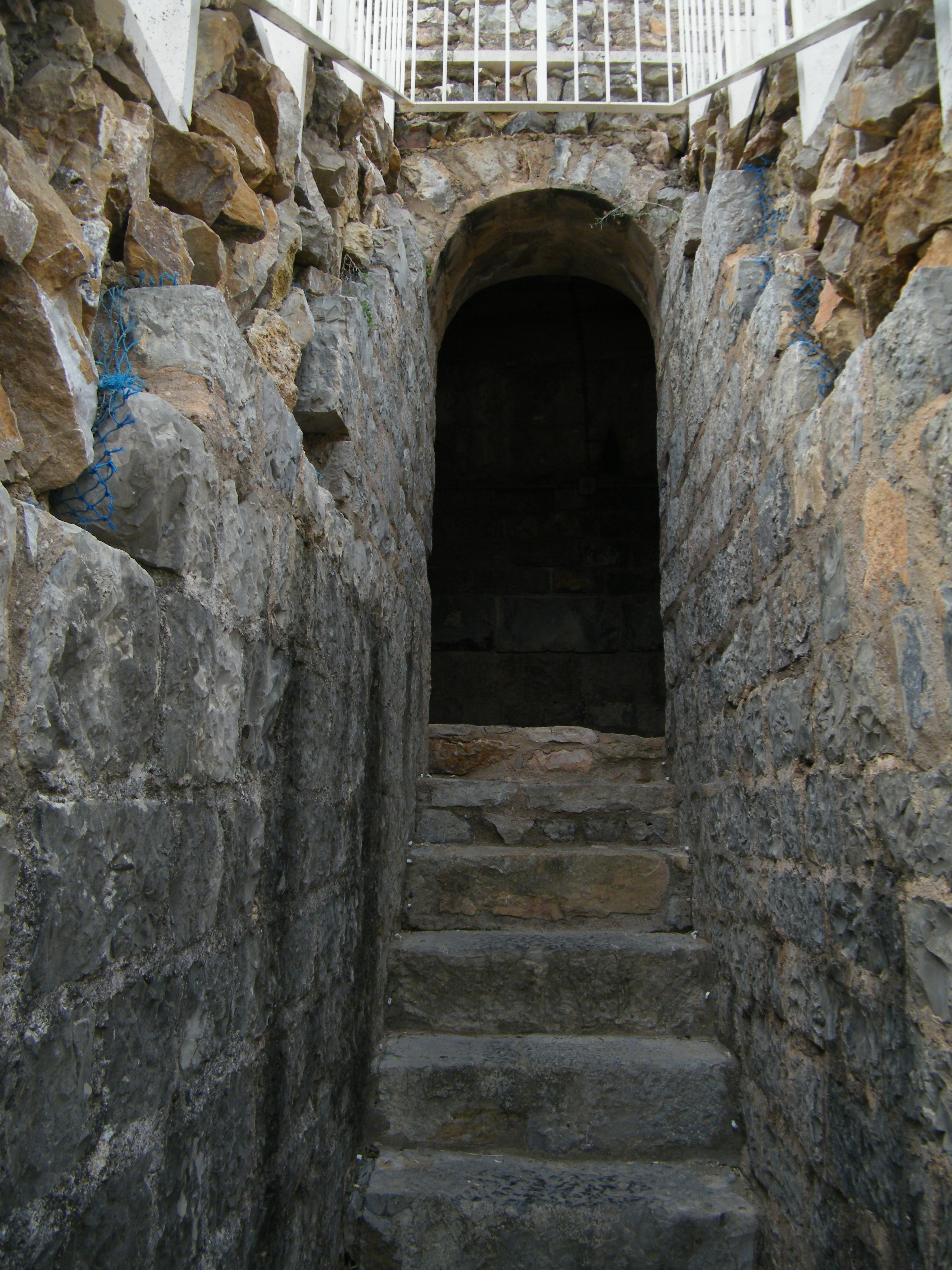
Vomitori